# أويارس سيليش
أويارس سيليش (باللاتفية: Ojārs Siliņš) مواليد 20 يوليو 1993 في ريغا، الجمهورية اللاتفية السوفيتية الاشتراكية، هو لاعب كرة سلة لاتفي. بدأ مسيرته الاحترافية في سنة 2009. يلعب مع تليكوم باسكتس بون. يحمل الرقم 4.

## المسيرة الاحترافية
لعب مع إيه إس كي ريغا في سنة 2009، ثم لعب مع بالاكانسترو ريجيانا في الدوري الإيطالي من سنة 2011 إلى 2016، ثم لعب مع تليكوم باسكتس بون في الدوري الألماني في سنة 2016.

## روابط خارجية
- أويارس سيليش على موقع الاتحاد الدولي لكرة السلة (الإنجليزية)
- أويارس سيليش على موقع الدوري الأوروبي لكرة السلة (الإنجليزية)
- أويارس سيليش على موقع كرة السلة الأوروبية.كوم (الإنجليزية)
- أويارس سيليش على موقع DraftExpress.com (الإنجليزية)
- أويارس سيليش على موقع ريلجم (الإنجليزية)
- أويارس سيليش على موقع بروبوليرز (الإنجليزية)
- أويارس سيليش على موقع سبورتس رفرنس (الإنجليزية)